# Денисовский сельский совет (Оржицкий район)
Денисовский сельский совет (укр. Денисівська сільська рада) — входит в состав
Оржицкого района
Полтавской области
Украины.
Административный центр сельского совета находится в 
с. Денисовка.

## Населённые пункты совета
- с. Денисовка
- с. Теремецкое
- с. Чмыхалово